# 小行星2213
小行星2213（2213 Meeus）是一颗围绕太阳公转的小行星。1935年9月24日，歐仁·約瑟夫·德爾波特在于克勒发现了此小行星。
該小行星以比利時業餘天文學家讓·梅烏斯命名。
这颗小行星的绝对星等为221.9399279736679等。